# سیارک ۷۰۷۳
سیارک ۷۰۷۳ (به انگلیسی: 7073 Rudbelia، نامگذاری:1972RU1) هفت هزار و هفتاد و سومین سیارک کشف شده‌است که در ۱۱ سپتامبر ۱۹۷۲ کشف شد.
قدر مطلق سیارک برابر ۱۴٫۷۰ است.